# Pierrefonds, Oise
Pierrefonds är en kommun i departementet Oise i regionen Hauts-de-France i norra Frankrike. Kommunen ligger i kantonen Attichy som tillhör arrondissementet Compiègne. År 2022 hade Pierrefonds 1 888 invånare.
Orten är särskilt känd för det medeltida Château de Pierrefonds.

## Befolkningsutveckling
Antalet invånare i kommunen Pierrefonds
| Referens: INSEE |